# Neoechinorhynchus (Neoechinorhynchus) topseyi
Neoechinorhynchus (Neoechinorhynchus) topseyi is een soort haakworm uit het geslacht Neoechinorhynchus. De worm behoort tot de familie Neoechinorhynchidae. Neoechinorhynchus (Neoechinorhynchus) topseyi werd in 1937 beschreven door Podder.